# Alessandro Marcello
Alessandro Ignazio Marcello (Venezia, 1º febbraio 1673 – Venezia, 19 giugno 1747) è stato un compositore italiano.
Patrizio veneziano, noto soprattutto come compositore, oltre all'espletamento dei ruoli politici implicati nel suo rango coltivò vasti interessi artistici dilettandosi anche di pittura e poesia.

## Biografia
Alessandro Marcello proveniva dalla più alta classe nobiliare veneziana: era il primogenito del senatore Agostino e di Paolina Cappello e fratello maggiore di Benedetto, anch'egli compositore. Studiò a Padova e ricevette l'istruzione musicale dal padre, musicista dilettante di buon livello, tra i protagonisti della vita musicale della Serenissima, collegato strettamente al Teatro lirico di Sant'Angelo presso cui lavorava il contemporaneo Antonio Vivaldi. Nel dicembre 1690 Marcello divenne membro del Maggior Consiglio e tra 1700 e 1701 ebbe incarichi diplomatici nel Peloponneso ed in Oriente. Nel frattempo cominciò a sviluppare numerosi interessi: scrisse otto libri di distici che pubblicò nel 1719 sotto il titolo Ozii giovanili; dipinse alcuni affreschi nelle residenze familiari di Venezia e di Strà e nella chiesa di San Marcuola; si dedicò inoltre alla filosofia, alla matematica, alla meccanica e alla collezione di strumenti musicali, che raccolse in una galleria di strumenti. Fu membro del Consiglio dei Quaranta, dell'Accademia della Crusca e dell'Accademia degli Animosi; tra i vari incarichi che ricoprì per il governo veneziano, analogamente a quanto poi fece il figlio Lorenzo, vi furono anche quelli di giudice dell'autorità che regolava i canali e di membro della Signoria.
Marcello teneva concerti nella sua casa di Venezia. Sebbene fosse un nobile dilettante, compose e pubblicò diverse raccolte di concerti, inclusi sei concerti per oboe pubblicati sotto il titolo La Cetra (ad Augusta nel 1740 circa), cantate, arie, canzonette e sonate per violino. Marcello compose anche sotto lo pseudonimo di Eterio Stinfalico, il suo nome come membro della celebre Pontificia Accademia degli Arcadi.

## Opere
I concerti di Marcello inclusi nella raccolta La Cetra "si distinguono per le loro parti solistiche, per la loro concisione e per il loro ampio uso del contrappunto entro uno stile simile a quello di Vivaldi", secondo il Dizionario Grove, che li considera "come un ultimo avamposto del canone classico del concerto barocco Veneziano".
Scrisse cantate sotto il nome di Eterio Stinfalico che furono interpretate, forse a Roma dove era ospite dei Borghese, da Farinelli, Francesco de Grandis (Checchino) e Faustina Bordoni.
La sua opera più famosa è forse il Concerto in Re minore per oboe, archi e basso continuo, tanto che Johann Sebastian Bach ne fece una trascrizione per clavicembalo (BWV 974).
Il secondo movimento di tale concerto, l'Adagio, è stato utilizzato nella colonna sonora di molti film, per il tono toccante e malinconico: in particolare, Anonimo veneziano (1970) gli diede un'enorme notorietà, mentre fra gli altri si possono citare Fragole e sangue (1970), con un originale adattamento per chitarra, Lezioni d'amore (2008), dove viene eseguita una versione per pianoforte, e il film indipendente Et in terra pax (2010). Sul celebre tema, nel 1971 fu persino scritta una canzone: Adagio veneziano, incisa da Massimo Ranieri.
Il terzo movimento (finale) del concerto è invece presente nel film Il ladro dell'arcobaleno del 1991.
Le opere di Marcello sono raccolte nel catalogo critico curato da Eleanor Selfridge-Field e sono indicate con una S ed un numero. I titoli delle sue opere, alcune delle quali sono andate perdute, sono:
- Gli amanti fedeli, pastorale perduta
- 12 cantate, pubblicate a Venezia nel 1708 sotto lo pseudonimo Eterio Stinfalico
- 6 cantate
- Concerto in Re minore per oboe, archi e basso continuo, S.Z799, pubblicato ad Amsterdam nel 1717 circa
- La cetra, pubblicata ad Augusta nel 1738 sotto lo pseudonimo Eterio Stinfalico
- Concerto in Sol maggiore per 7 flauti dolci e archi, S.D945
- Concerto in La maggiore per 2 oboi, archi e basso continuo
- Concerto in Fa maggiore per 2 oboi, archi e basso continuo, S.D940
- Concerto per clavicembalo, doppia orchestra e basso continuo, S.D942
- 12 suonate a violino solo di Eterio Stinfalico
- 2 Sonate per 2 violoncelli e basso continuo, perdute
- Sonata per oboe e basso continuo, perduta